# Nnenna Freelon
Nnenna Freelon, nació el 28 de julio de 1954 es una artista estadounidense que ha destacado en el ámbito del jazz como cantante, compositora, productora y arreglista. Ha sido nominada cinco veces a los premios Grammy por su trabajos como vocalista.

## Biografía
Nnenna Freelon nació y creció en Cambridge, Massachusetts. Ya de joven participó, como muchos otros artistas en sus comienzos, cantando en su comunidad religiosa, en la Unión Baptist Church y St. Paul AM. Tiene dos hermanos Melvin y Debbie. Nnenna se graduó en el colegio Simmons de Massachusetts en Boston, con un título de Administración de Centros de Cuidados Sanitarios. Durante un tiempo, trabajó para el Durham County Hospital Corporation, en Durham, Carolina del Norte. En 1979, se casó con el arquitecto Philip G. Freelon, y tiene tres hijos.

## Colaboraciones
Aunque en sus inicios profesionales estuvo vinculan con los servicios religiosos y sociales, posteriormente amplió sus estudios con Yusef Lateef, y durante varios años estuvo con un grupo con el baterista Woody Williams. Ha colaborado con artistas de la talla de Ray Charles, Ellis Marsalis, Al Jarreau, Anita Baker, Aretha Franklin, Dianne Reeves, Diana Krall, Ramsey Lewis, George Benson, Clark Terry, Herbie Hancock, Terence Blanchard, etcétera. 

## Dedicación pedagógica
Nnenna Freelon se ha dedicado también a la enseñanza. Consiguió el apoyo la National Association of Partners in Education, que representa a más de 400.000 programas en los Estados Unidos. Entre sus proyectos educativos destacan: 
- Concierto con conversación, una dinámica interactiva con las audiencias en la cual comparten experiencias y participaciones dentro de las canciones que interpretan;
- Escultura del sonido, una experiencia con estudiantes con ejercicios vocales para investigar el peso psicológico y emocional de los sonidos.
- Babysong, iniciativa para enseñar y animar a los padres a promover el desarrollo físico y emocional de sus niños cantándoles y haciéndoles escuchar música ya de bebés y de forma regular y constante.

## Premios y reconocimientos
Ha disfrutado del reconocimiento por parte del público y de la crítica especializada recibiendo los siguientes galardones:
- Premio Billie Holiday del prestigioso Academic Du Jazz.
- Premio Eubie Blake.
- Premio Lady of Soul, dos nominaciones.

### PremiosGrammy
Ha sido nominada cinco veces
| Nnenna Freelon Grammy Awards History |                                                    |        |                                                  |              |           |
| Año                                  | Categoría                                          | Género | Título                                           | Discográfica | Resultado |
| 2005                                 | Best Jazz Vocal Album                              | Jazz   | Blueprint of a Lady - Sketches of Billie Holiday | Concord      | Nominada  |
| 2001                                 | Jazz Vocal Album                                   | Jazz   | Soulcall                                         | Concord      | Nominada  |
| 2001                                 | Best Instrumental Arrangement Accompanying a Vocal | Jazz   | Button Up Your Overcoat                          | Concord      | Nominada  |
| 1998                                 | Jazz Vocal Performance                             | Jazz   | Maiden Voyage                                    | Concord      | Nominada  |
| 1996                                 | Best Jazz Vocal Performance                        | Jazz   | Shaking Free                                     | Concord      | Nominada  |

## Obra

### Discografía
| Año  | Título                                                                              | Género | Discográfica | Clasificación |
| ---- | ----------------------------------------------------------------------------------- | ------ | ------------ | ------------- |
| 1992 | Nnenna Freelon                                                                      | Jazz   | Columbia     | #11           |
| 1993 | Heritage                                                                            | Jazz   | Columbia     | #10           |
| 1994 | Listen                                                                              | Jazz   | Columbia     | #20           |
| 1996 | Shaking Free                                                                        | Jazz   | Concord      |               |
| 1998 | Maiden Voyage                                                                       | Jazz   | Concord      | #10           |
| 2000 | Soulcall                                                                            | Jazz   | Concord      | #13           |
| 2002 | Tales of Wonder                                                                     | Jazz   | Concord      | #7            |
| 2003 | Church - Songs of Soul and Inspiration Various Artists - Ooh Child - Nnenna Freelon | Gospel | Utv Records  | #157          |
| 2003 | Live at The Kennedy Center, Washington D. C.                                        | Jazz   | Concord      |               |
| 2005 | Blueprint of a Lady                                                                 | Jazz   | Concord      | #13           |
| 2008 | Better Than Anything                                                                | Jazz   | Concord      |               |

#### Discos de tributo
- Tales of Wonder, homenajeando Steve Wonder.
- Blueprint of a Lady, interpretando versiones de Billie Holiday.

### Filmografía
También ha trabajado para películas.
- En el 2000, Freelon debuta en el campo de la interpretación en el cine participando en What Women Want, un filme protagonizado por Mel Gibson y Helen Hunt.[5]
- Hizo una interpretación del tema de Frank Sinatra Fly me to the moon para el filme The Visit, con Billy Dee Williams.